# Coupe du monde de polo sur neige
La coupe du monde de polo sur neige (en anglais, FIP Snow Polo World Cup Invitational) est une compétition créée en 2012 qui se tient tous les ans. Elle est organisée par la fédération internationale de polo.

## Palmarès
| Année | médaille d'or | médaille d'argent | médaille de bronze | Site           |
| ----- | ------------- | ----------------- | ------------------ | -------------- |
| 2012  | Hong Kong     | Afrique du Sud    | Angleterre         | Tianjin, Chine |
| 2013  | Hong Kong     | Argentine         | Angleterre         | Tianjin, Chine |
| 2014  | Angleterre    | Hong Kong         | Chili              | Tianjin, Chine |
| 2015  | Brésil        | États-Unis        | Argentine          | Tianjin, Chine |
| 2016  | Hong Kong     | Angleterre        | Chili              | Tianjin, Chine |
| 2017  | Argentine     | Hong Kong         | Afrique du Sud     | Tianjin, Chine |